# Кантьелло, Винченцо
Винченцо Кантьелло (итал. Vincenzo Cantiello, род. 25 августа 2000, Сант-Арпино, Италия) — итальянский певец, победитель конкурса песни «Детское Евровидение — 2014». Он был первым представителем Италии на этом конкурсе в истории.